# Wereldkampioenschap voetbal 1982 (Groep D) Frankrijk - Tsjecho-Slowakije
Het duel tussen Frankrijk en Tsjecho-Slowakije was voor beide landen de derde en laatste groepswedstrijd bij het WK voetbal 1982 in Spanje. Het duel uit groep D werd gespeeld op donderdag 24 juni 1982 (aanvangstijdstip 17:15 uur lokale tijd) in het Estadio José Zorrilla in Valladolid. Tsjecho-Slowakije moest winnen om een plaats in de volgende ronde veilig te stellen, Frankrijk had voldoende aan een gelijkspel.
Het was de zeventiende ontmoeting ooit tussen beide landen, die elkaar voor het laatst hadden getroffen op 17 november 1979 tijdens een EK-kwalificatiewedstrijd in Parijs. Frankrijk won die wedstrijd in het Parc des Princes met 2-1 door treffers Éric Pécout en Gilles Rampillon. Ján Kozák nam de enige treffer van de Tsjecho-Slowaken voor zijn rekening.
Het WK-duel in Spanje, bijgewoond door 28.000 toeschouwers, stond onder leiding van scheidsrechter Paolo Casarin uit Italië, die werd geassisteerd door lijnrechters Benjamin Dwomoh (Ghana) en Károly Palotai (Hongarije). Tsjecho-Slowakije beëindigde de wedstrijd met tien man na de rode kaart in de 87ste minuut voor Ladislav Vízek.

## Wedstrijdgegevens
| Frankrijk | 1 – 1        | Tsjecho-Slowakije |
| Didier Six 66' | goals        | 84' (pen.) Antonín Panenka |
| Michel Hidalgo | bondscoach   | Jozef Vengloš |
| |              | |
| Jean-Luc Ettori Manuel Amoros Maxime Bossis Marius Trésor Gérard Janvion Bernard Genghini Alain Giresse Michel Platini Didier Six Bernard Lacombe 70' Gérard Soler 89' | opstellingen | Karel Stromšik Jozef Barmoš 31' Tomáš Kříž Jan Fiala Libor Radimec František Štambachr Přemysl Bičovský Rostislav Vojáček 71' Petr Janečka Zdeněk Nehoda Ladislav Vizek |
| Alain Couriol 70' René Girard 89' | wissels      | 31' Marián Masný 71' Antonín Panenka |
| |              | |
| Manuel Amoros 47' | gele kaarten | 75' Antonín Panenka |
| | rode kaarten | 87' Ladislav Vízek |

## Overzicht van wedstrijden
| Eerste ronde | | |
| Groep A | Groep B | Groep C |
| Italië – Polen Kameroen – Peru Italië – Peru Kameroen – Polen Polen – Peru Italië – Kameroen                                                       | West-Duitsland – Algerije Chili – Oostenrijk West-Duitsland – Chili Oostenrijk – Algerije Algerije – Chili West-Duitsland – Oostenrijk    | Argentinië – België Hongarije – El Salvador Argentinië – Hongarije België – El Salvador België – Hongarije Argentinië – El Salvador                |
| Groep D | Groep E | Groep F |
| Engeland – Frankrijk Tsjecho-Slowakije – Koeweit Engeland – Tsjecho-Slowakije Frankrijk – Koeweit Frankrijk – Tsjecho-Slowakije Engeland – Koeweit | Spanje – Honduras Joegoslavië – Noord-Ierland Spanje – Joegoslavië Honduras – Noord-Ierland Honduras – Joegoslavië Spanje – Noord-Ierland | Brazilië – Sovjet-Unie Schotland – Nieuw-Zeeland Brazilië – Schotland Sovjet-Unie – Nieuw-Zeeland Sovjet-Unie – Schotland Brazilië – Nieuw-Zeeland |

| Tweede ronde                                            |                                                                     |                                                             |                                                                             |
| Groep 1                                                 | Groep 2                                                             | Groep 3                                                     | Groep 4                                                                     |
| België – Polen België – Sovjet-Unie Polen – Sovjet-Unie | Engeland – West-Duitsland West-Duitsland – Spanje Engeland – Spanje | Italië – Argentinië Brazilië – Argentinië Italië – Brazilië | Frankrijk – Oostenrijk Oostenrijk – Noord-Ierland Noord-Ierland – Frankrijk |
| Halve finales                                           |                                                                     |                                                             |                                                                             |
| Polen – Italië                                          | Polen – Italië                                                      | West-Duitsland – Frankrijk                                  | West-Duitsland – Frankrijk                                                  |
| Troostfinale                                            |                                                                     |                                                             |                                                                             |
| Frankrijk – Polen                                       |                                                                     |                                                             |                                                                             |
| Finale                                                  |                                                                     |                                                             |                                                                             |
| Italië – West-Duitsland                                 |                                                                     |                                                             |                                                                             |